# Gerard Plessers
Gerard Plessers (ur. 30 marca 1959 w Overpelt) – belgijski piłkarz.
Z Standardem Liège zdobył dwukrotnie Mistrzostwo Belgii (1982, 1983), raz Puchar Belgii (1981) i dwa razy Superpuchar Belgii (1982, 1983). Z Hamburgerem SV sięgnął po Puchar Niemiec (1987).
W 1979–1985 rozegrał 13 meczów i strzelił 1 gola w reprezentacja Belgii. Był rezerwowym na Euro 1980, gdzie Belgia zdobyła wicemistrzostwo. Wystąpił na mistrzostwach świata 1982.